# Acatitlan de Zaragoza
Acatitlán de Zaragoza es una de las delegaciones del municipio de Landa de Matamoros, Querétaro, México.
Acatitlán proviene de los vocables de origen náhuatl ácatl, ‘caña’; ti, ligadura eufónica; tlan, ‘en’, ‘entre’, ‘cerca de’; por lo que aca-ti-tlan significa: ‘junto a las cañas’*.

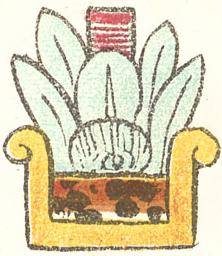
Acatl

En la Piedra del Sol, en la parte superior se ubica un cuadrado tallado entre las colas de las serpientes que representa la fecha "13 Acatl", esto se supone que corresponde a 1479, el año en el que el calendario fue completado.
El pueblo se encuentra localizado en uno de los principales valles de la Reserva de la Biosfera de la Sierra Gorda: el valle de Acatitlán de Zaragoza; según el Diario Oficial de la Federación del lunes 8 de mayo de 2000, en la página 67 de la Primera Sección. 
* El acento normal del náhuatl cae en la penúltima sílaba, por lo que las palabras del náhuatl generalmente son graves; así que para este artículo usaremos las palabras de origen náhuatl con su acento normal.

## Historia

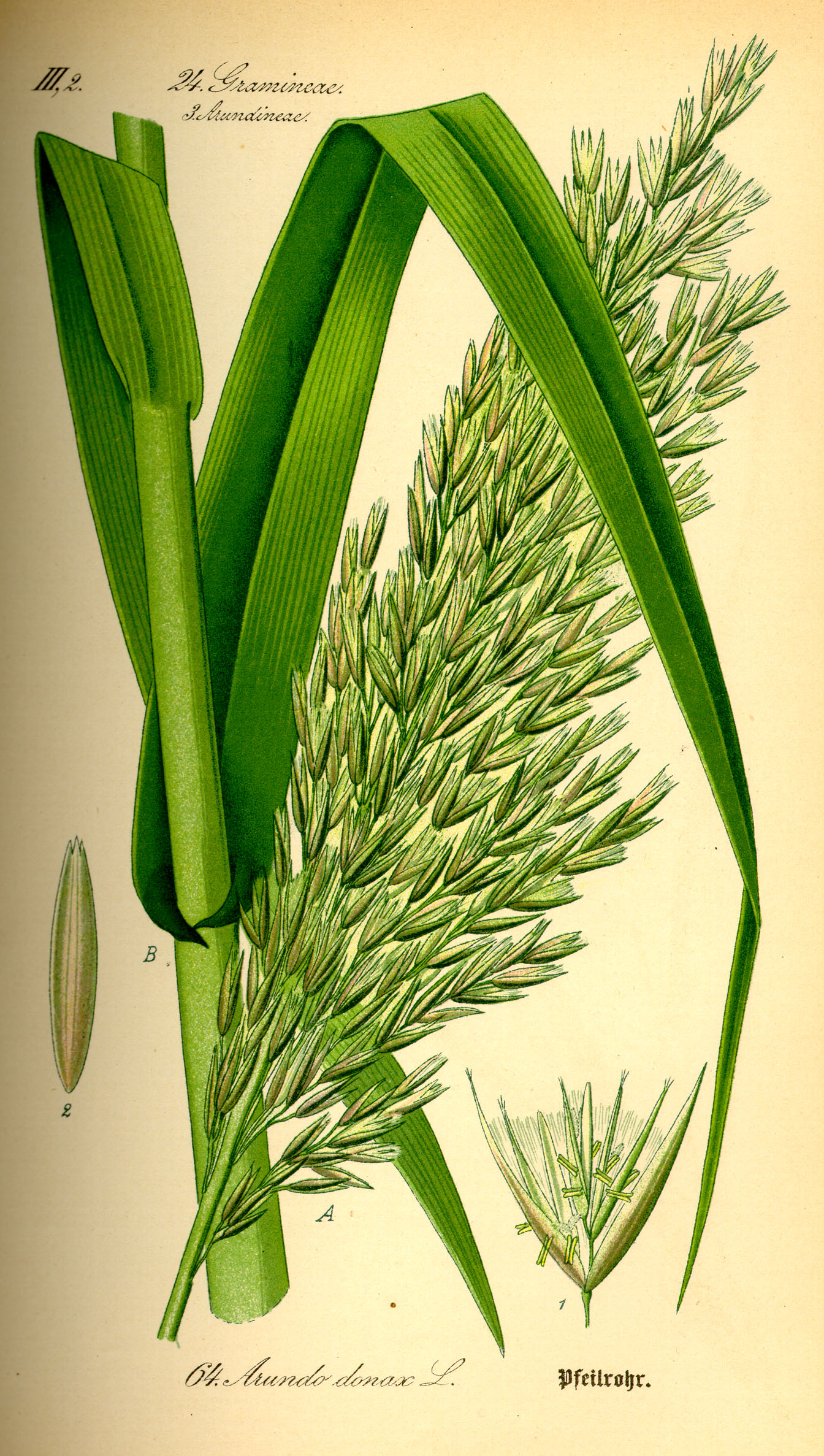
Caña Común

Como en la mayoría de las poblaciones de México, el nombre de Acatitlán de Zaragoza es producto del sincretismo cultural de la época prehispánica, la conquista, el virreinato y la  independencia de nuestro país; es decir, se trata de una palabra de origen náhuatl, acompañada inmediatamente del apellido de un mártir español que, posiblemente con la secularización de las instituciones y de las poblaciones en general, pudo haberse transmutado en el de uno de los héroes nacionales, con lo que se adopta una identidad cultural a partir de las etapas antes mencionadas.

### Época prehispánica
Durante el periodo preclásico (2,300 a. C.) los grupos que habitaban la Sierra Gorda se establecieron en los pequeños valles, aunque los suelos eran poco propicios para la agricultura.
Selva Daville Landero

### Zaragoza vs. Zaragoza

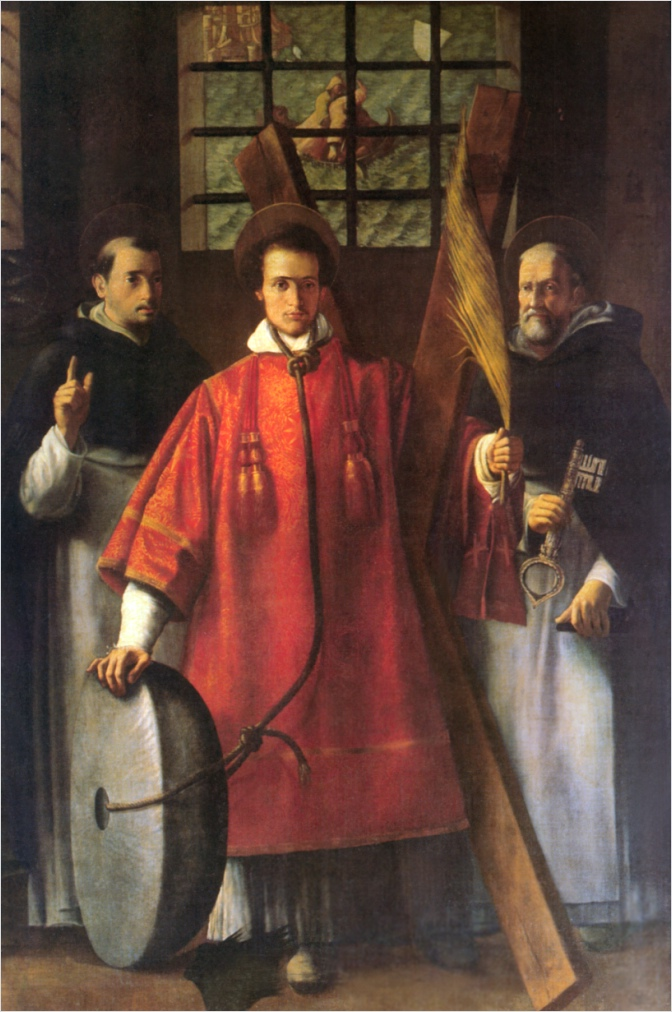
San Vicente de Zaragoza

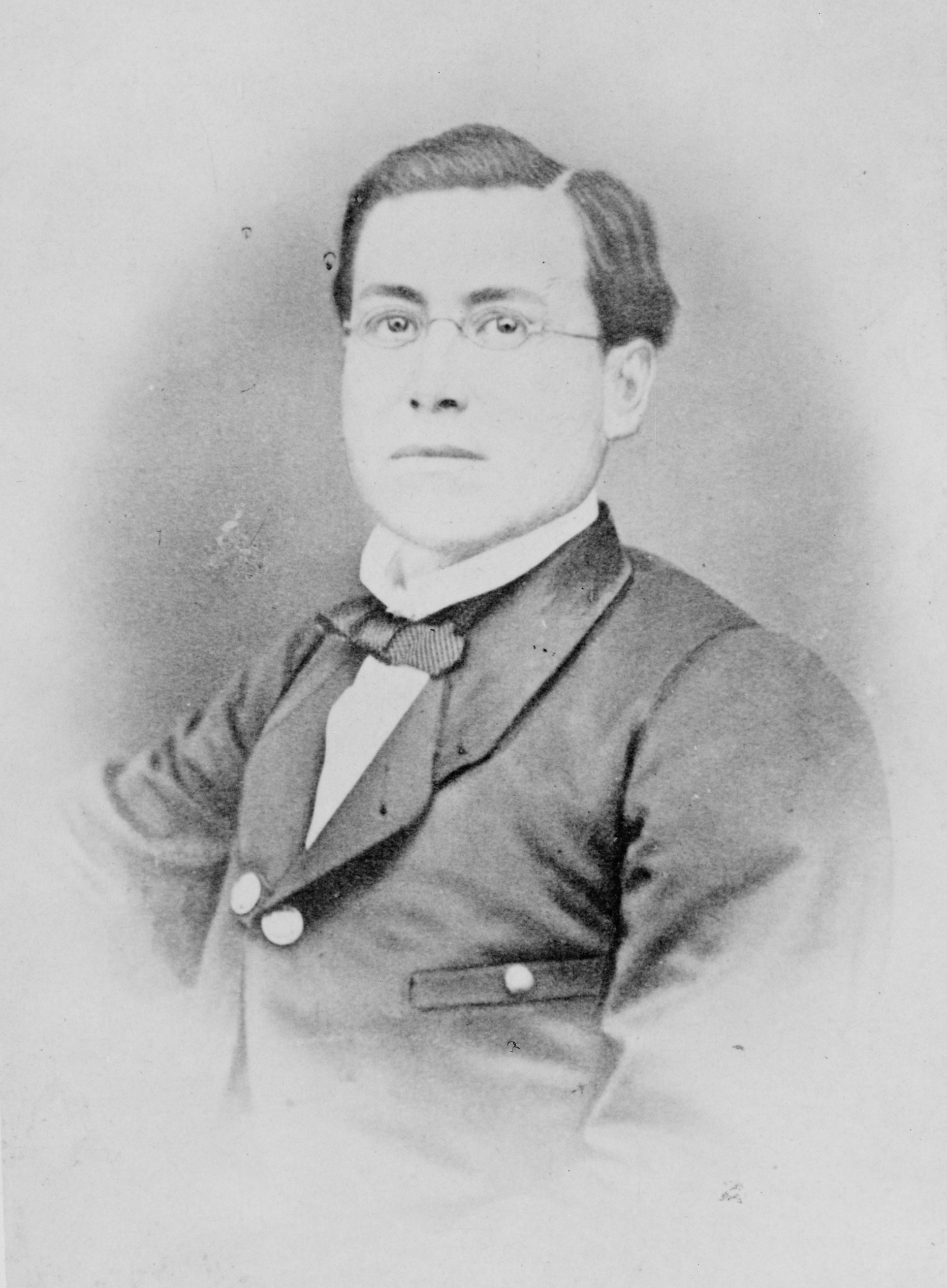
General Ignacio Zaragoza

Presumiblemente, se le agrega "de Zaragoza" en honor al general Ignacio Zaragoza, héroe de la Batalla de Puebla, que tuvo lugar el 5 de mayo de 1862; sin embargo, "de Zaragoza" podría hacer referencia al mártir español Vicente de Zaragoza, cuya efigie se encuentra en la fachada de la misión de Santa María de las Aguas de Landa.

## Cultura

### Festividades
La principal festividad religiosa es en honor de Sagrado Corazón de Jesús, quien es el Santo Patrono de la comunidad; a quien está dedicada la iglesia.
El 15 de mayo se festeja a San Isidro Labrador con una procesión de yuntas, adornadas, que se llevan a la iglesia para ser bendecidas por el sacerdote.
En diciembre se celebra el día de la  Virgen de Guadalupe desde el día 11 en la tarde, cuando se lleva en procesión, con cánticos y cohetes, a la Virgen María, desde la comunidad de San José hasta la casa de alguna familia de Acatitlan, para hecerle velación durante toda la noche, con rezos, cánticos y alabanzas. Los dueños de la casa invitan tamales, enchiladas y café a quienes velan a la Virgen. El 12 a media mañana se regresa nuevamente a la Virgen a la comunidad de San José.

### Gastronomía
La gastronomía de la comunidad depende de la época del año o de lo que se festeje; en bodas, bautizos y quince años, se suelen matar diversos animales: reses, borregos, cerdos, pavos y pollos; los primeros dos se hacen en  barbacoa, en un horno en la tierra, con pencas de maguey, que se deja cocer durante toda una noche.
En la mañana de la fiesta se saca la barbacoa y se reparte a los invitados, quienes la degustan con tortillas de maíz hechas a mano y con salsa praparada en el morcajete.Con los cerdos, pavos y pollos se prepara mole, ya sea rojo o verde, el cual es acompallado con arroz.
Del puerco también se utilizan las tripas y la sangre; las tripas más delgadas sirven para hacer longaniza, con la misma carne del cerdo y una mezcla de condimentos que deshidratan la carne; asimismo, algunas de las tripas delgadas se parten en trozos pequeños y se cocen en la manteca del cerdo. Con la sangre y las tripas gruesas se prepara la  morcilla o moronga.

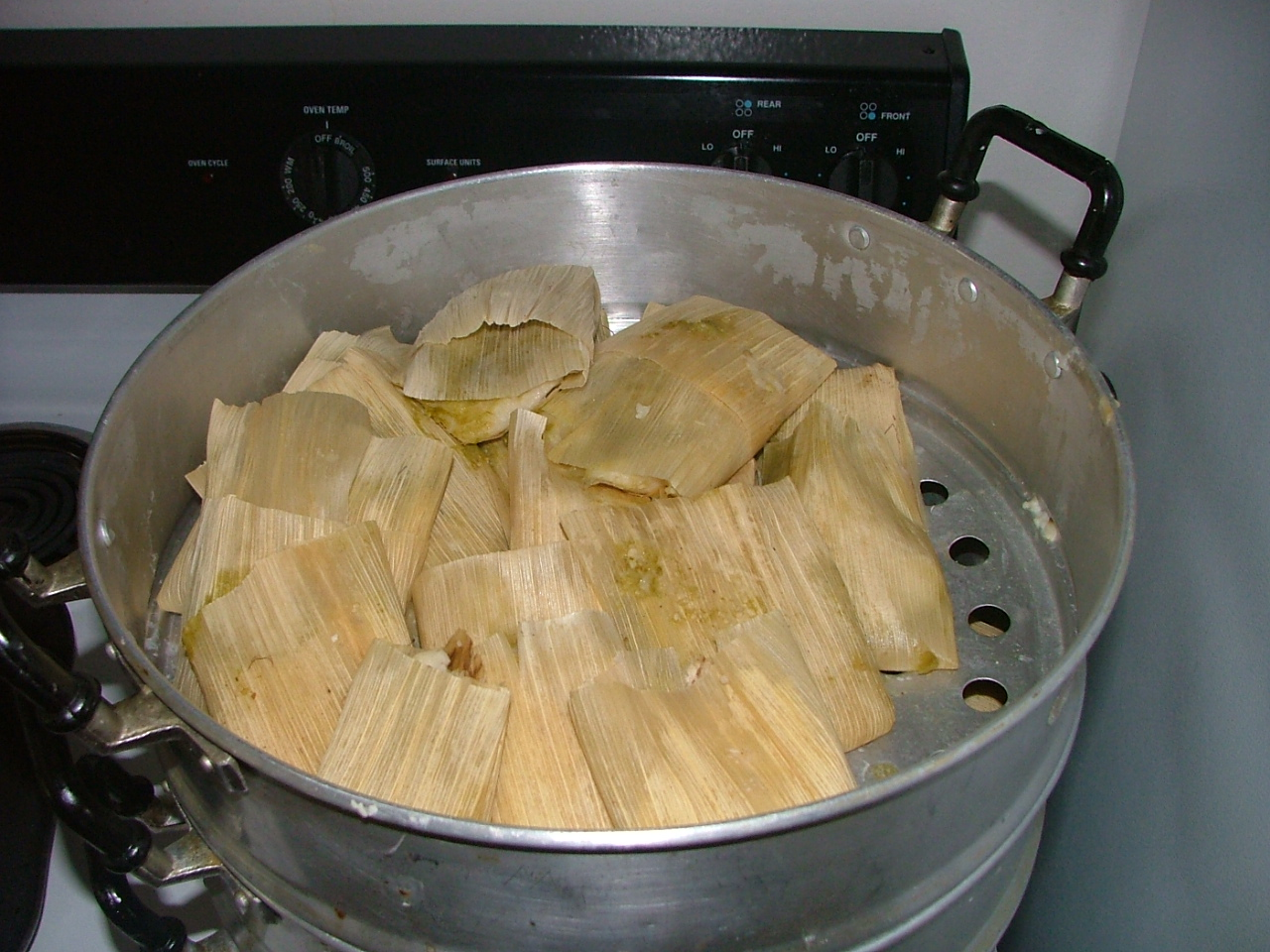
Olla de tamales

Por lo general, al día siguiente de la celebración se preparan tamales verdes y rojos, tanto de pollo como de cerdo. Los tamales se preparan casi en todas las festividades ligadas con la religión: Día de Muertos, Navidad, Año Nuevo, etc.
Con relación a lo tamales, Fray Bernardino de Sahagún narra cierta superstición de los indígenas, misma que continúa en el imaginario colectivo de la sociedad: 

Otra abusión tenían cuando se cuecen los tamales en la olla. Algunos se pegan a la olla, como la carne cuando se cuece y se pega a la olla. Decían que el que comía aquel tamal pegado, si era hombre, nunca bien tiraría en la guerra las flechas, y su mujer nunca pariría bien. Y si era mujer, que nunca bien pariría, que se la pegaría el niño dentro.
Fray Bernardino de Sahagún

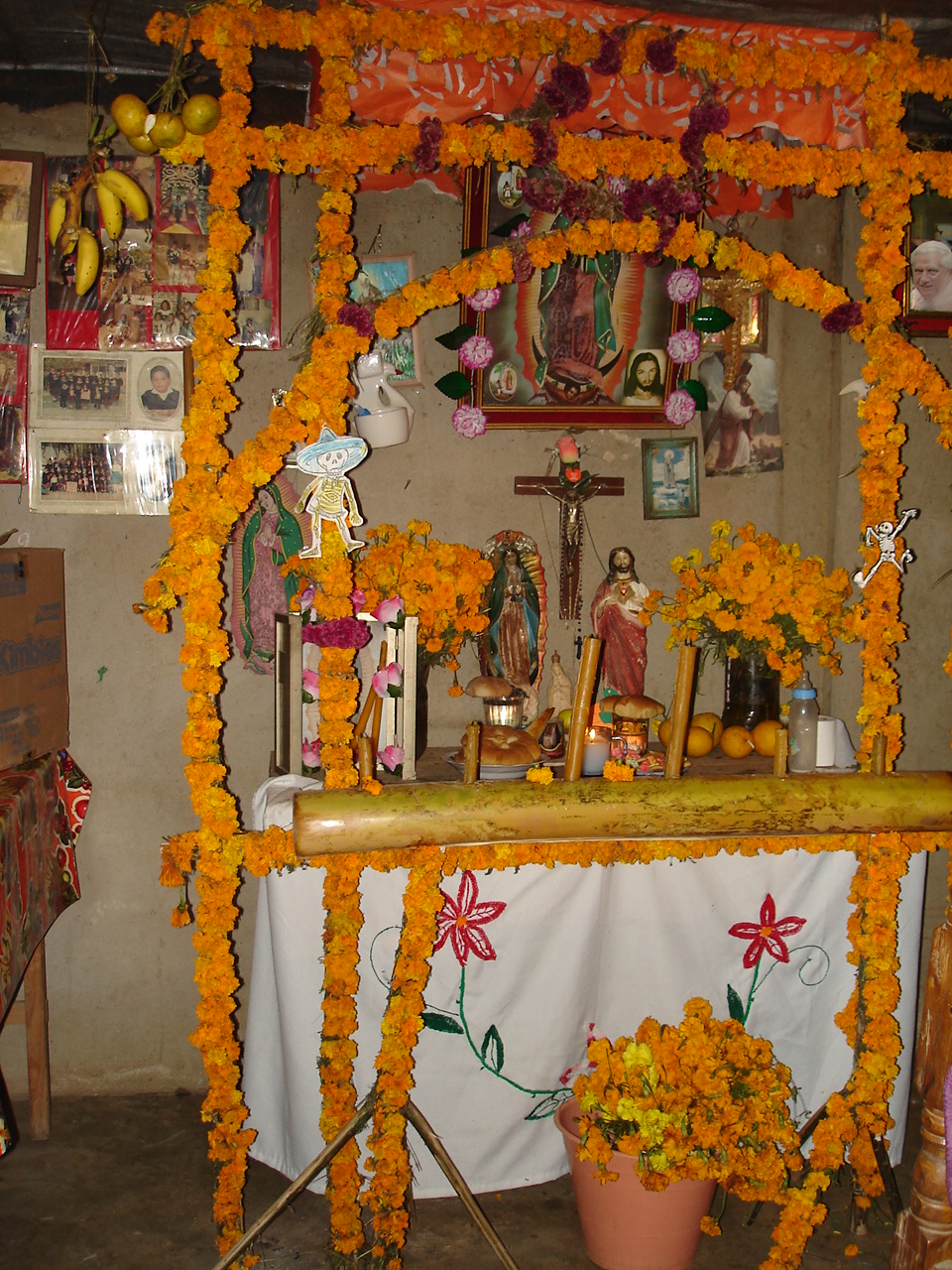
Altar Tradicional de día de Muertos

Durante el día de muertos también se prepara pan y diferentes tipos de galletas, elaboradas con los más variados ingredientes, como maíz, harina, leche, pulque, Coca-Cola, etc.; los cuales se colocan en el altar de muertos con frutas de la temporada.

### Leyendas

#### La Llorona
La Llorona es un espectro del folclore hispanoamericano que, según la tradición oral, es el alma en pena de una mujer que ahogó a sus hijos, y que luego, arrepentida y maldecida, los busca por las noches por ríos, pueblos y ciudades, asustando con su sobrecogedor llanto a quienes la ven u oyen. Su leyenda posee gran diversidad de versiones, con generalidades y particularismos propios de muchas regiones geográficas. A pesar de ello, su relato mágico y sobrenatural, emergido de múltiples orígenes, es constante y reconocible, con añadidos, texturizaciones e hibridaciones de muy diversos tipos.

Y desde entonces en la noche umbría
Oye temblando la asustada gente
Tristes gemidos de mujer doliente,
Quejidos como daba en su agonía.
M. Carpio

#### Los nahuales
Nahual, también llamado nagual o nawal (en náhuatl: nahualli, ‘oculto’, ‘escondido’, ‘disfraz’)?, dentro de las creencias mesoamericanas, es una especie de brujo o ser sobrenatural que tiene la capacidad de tomar forma animal. El término refiere tanto a la persona que tiene esa capacidad como al animal mismo que hace las veces de su alter ego o animal tutelar.

#### Las brujas
Una bruja (en masculino, un brujo) es una persona que practica la brujería.
Si bien la imagen típica de un brujo o de una bruja es muy variable en función de cada cultura, en el acervo popular del mundo occidental la representación de una bruja se asocia fuertemente hoy en día a la de una mujer con capacidad de volar montada en una escoba, así como con el Aquelarre (lugar de brujas) y con la caza de brujas (búsqueda e identificación de brujos y brujas).

## Nota
1. ↑  Aunque existe mediana coincidencia entre los autores que el origen del término es náhuatl, no hay una única opinión sobre el significado de esta. Se proponen tres de las acepciones más usadas.